# Karl-Liebknecht-Straße (Berlin)
Die Karl-Liebknecht-Straße ist eine der wichtigsten Hauptverkehrsstraßen im Berliner Ortsteil Mitte rund um den Alexanderplatz. Sie beginnt am Berliner Dom hinter der Liebknechtbrücke über die Spree und verläuft von dort in nordöstlicher Richtung bis zur Kreuzung Torstraße/Mollstraße (Prenzlauer Tor), wo sie in die Prenzlauer Allee übergeht. Mehr als die Hälfte der rund 1,2 Kilometer langen Straße ist Bestandteil der auf gemeinsamer Trasse verlaufenden Bundesstraßen B 2 und B 5, die vom Brandenburger Tor über den Boulevard Unter den Linden, den Schloßplatz und die Karl-Liebknecht-Straße zum Alexanderplatz führen.
Die nach Kriegsende im Sowjetischen Sektor liegende Kaiser-Wilhelm-Straße wurde 1946 nach Karl Liebknecht, dem Mitbegründer der Kommunistischen Partei Deutschlands zunächst in Liebknechtstraße umbenannt. Nach der Neugestaltung des Alexanderplatzes mit dem benachbarten Fernsehturm änderte 1969 der Ost-Berliner Magistrat den Namen in Karl-Liebknecht-Straße. An ihr befinden sich einige markante historische und moderne Bauwerke Berlins.

## Verlauf

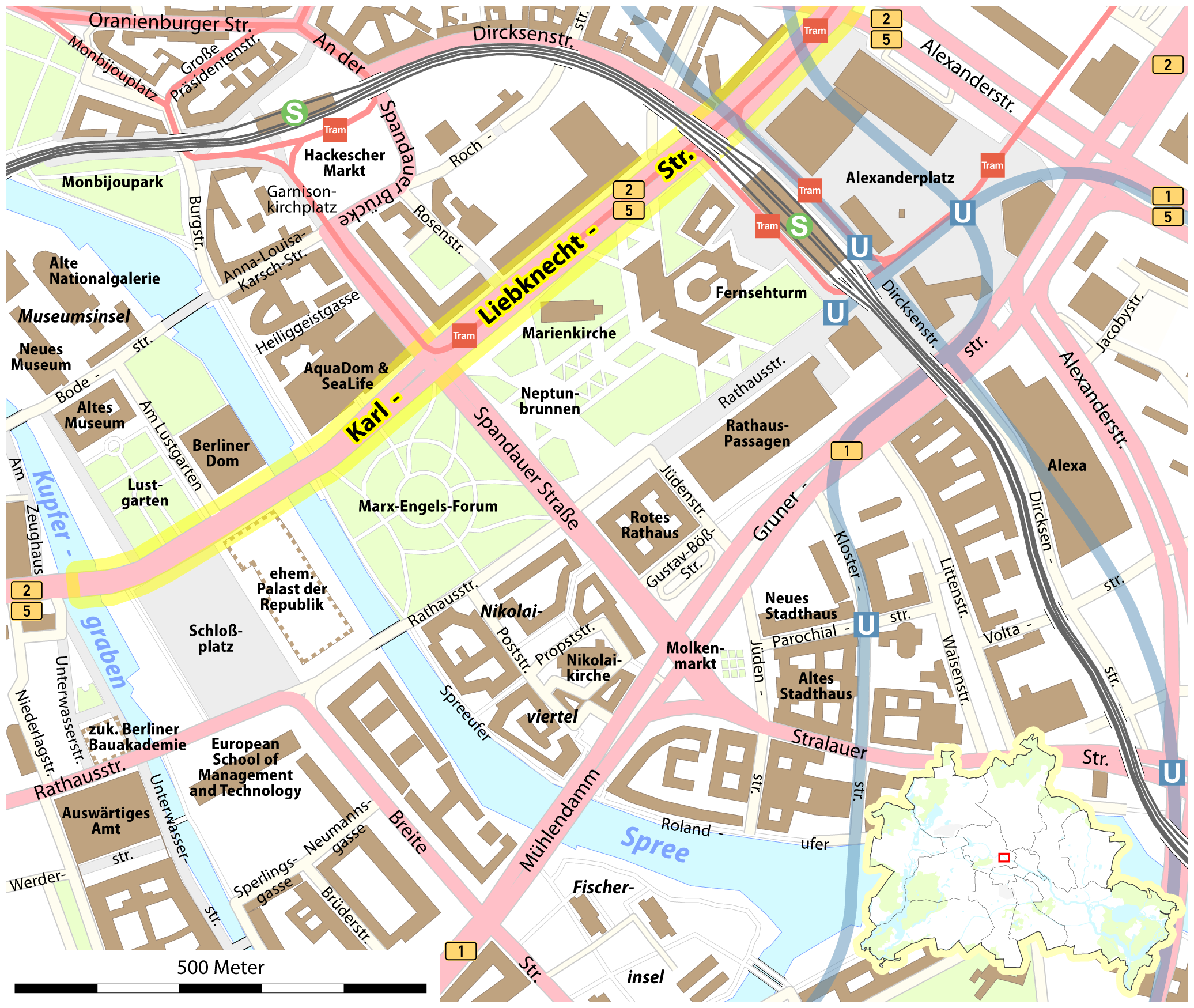
Karte des südlichen (und älteren) Abschnitts; Stand: 2008

An ihrem Beginn, der Liebknechtbrücke über die Spree, liegt auf der südlichen Seite das 1986 eingeweihte Marx-Engels-Forum. Nach der Kreuzung mit der Spandauer Straße bildet die Karl-Liebknecht-Straße die nordwestliche Begrenzung der Freiflächen um den Berliner Fernsehturm. Hier ist die Marienkirche als Baudenkmal erhalten. Etwa 600 Meter nach ihrem Beginn unterquert sie am Bahnhof Alexanderplatz die Trasse der Stadtbahn. Hinter der Bahnbrücke führt sie am nordwestlichen Rand des Alexanderplatzes vorbei, kreuzt den Verlauf Memhardstraße/Alexanderstraße und geht schließlich hinter der Kreuzung Torstraße/Mollstraße, dem Platz des früheren Prenzlauer Tores, in die Prenzlauer Allee über. Dort liegt auch die Bezirksgrenze zu Pankow und seinem Ortsteil Prenzlauer Berg.
Der Verlauf aus Karl-Liebknecht-Straße und Prenzlauer Allee bildet eine der radialen Ausfallstraßen der Berliner Innenstadt.

## Hausnummernzählung
Die Hausnummern folgen der Orientierungsnummerierung (auch „Berliner System“ genannt), das auf der „linken“ Straßenseite (vom Stadtkern aus gesehen) die ungeraden Nummern und auf der anderen die geraden Nummern angibt. In der Karl-Liebknecht-Straße umfassen sie die Nummern 1–34. In der Vergangenheit, also als Kaiser-Wilhelm-Straße und mit einer Führung bis zur Hirtenstraße, gab es die Hausnummern 1–62, ebenfalls nach dem Berliner System festgelegt.

## Ausbau und öffentlicher Verkehr
Die Karl-Liebknecht-Straße ist auf ihrer gesamten Länge sechsstreifig ausgebaut, lediglich die Liebknechtbrücke ist vierstreifig. Die äußeren Streifen sind als Busspuren eingerichtet. Hier verkehren unter anderem die Omnibuslinien 100 und 200 der BVG, die häufig als kostengünstige Alternative zu Stadtrundfahrten genutzt werden. Der Bereich zwischen der Spandauer Straße und dem Bahnhof Alexanderplatz wird von vier Straßenbahnlinien erschlossen. Seit Ende Mai 2007 zusätzlich verkehrt die Straßenbahnlinie M2 im Abschnitt zwischen dem Bahnhof Alexanderplatz und dem Prenzlauer Tor.

## Bauwerke

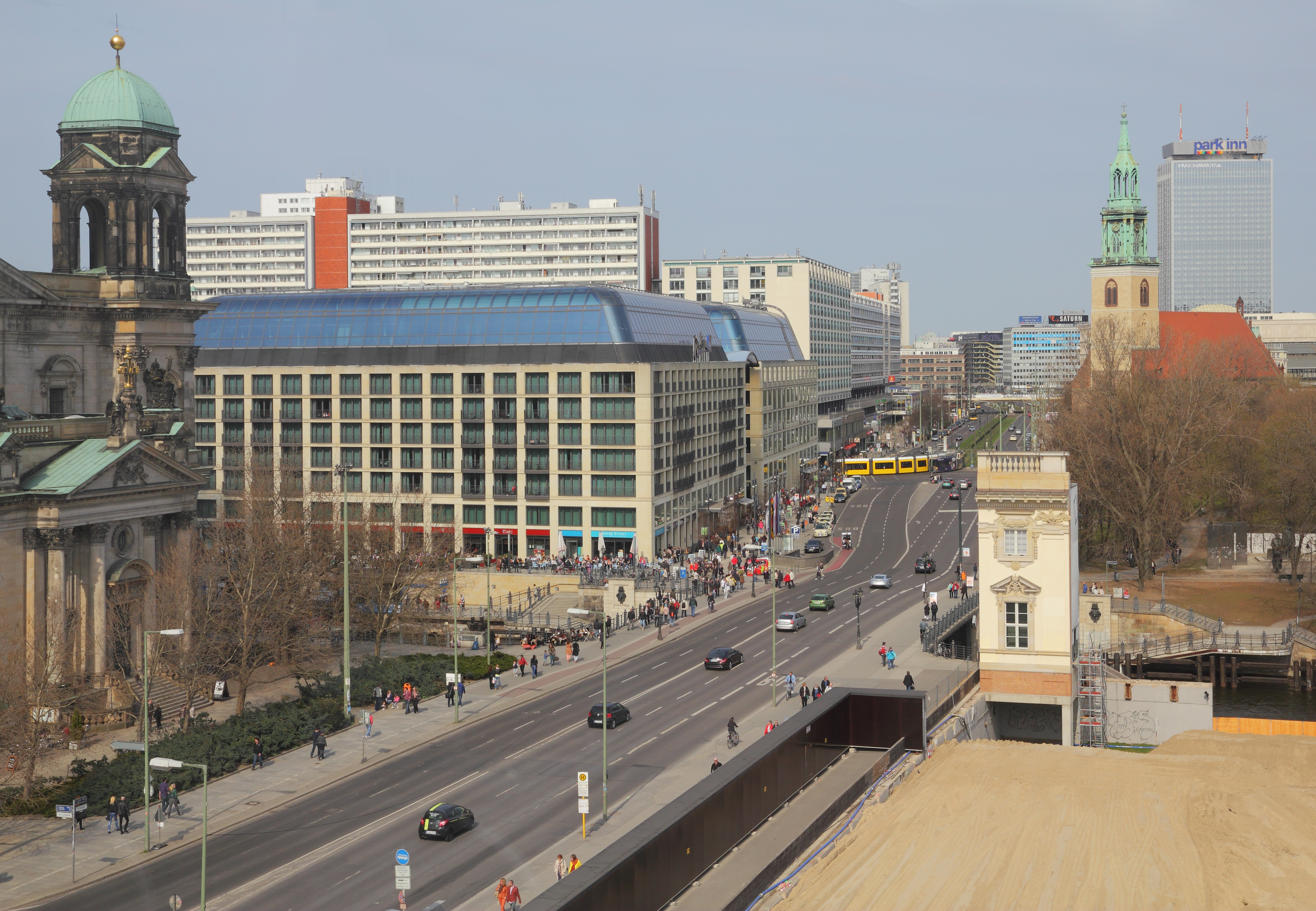
Blickrichtung Nordost: links Berliner Dom und Cityquartier DomAquarée; rechts Baustelle des Humboldt Forums und Marienkirche, 2013

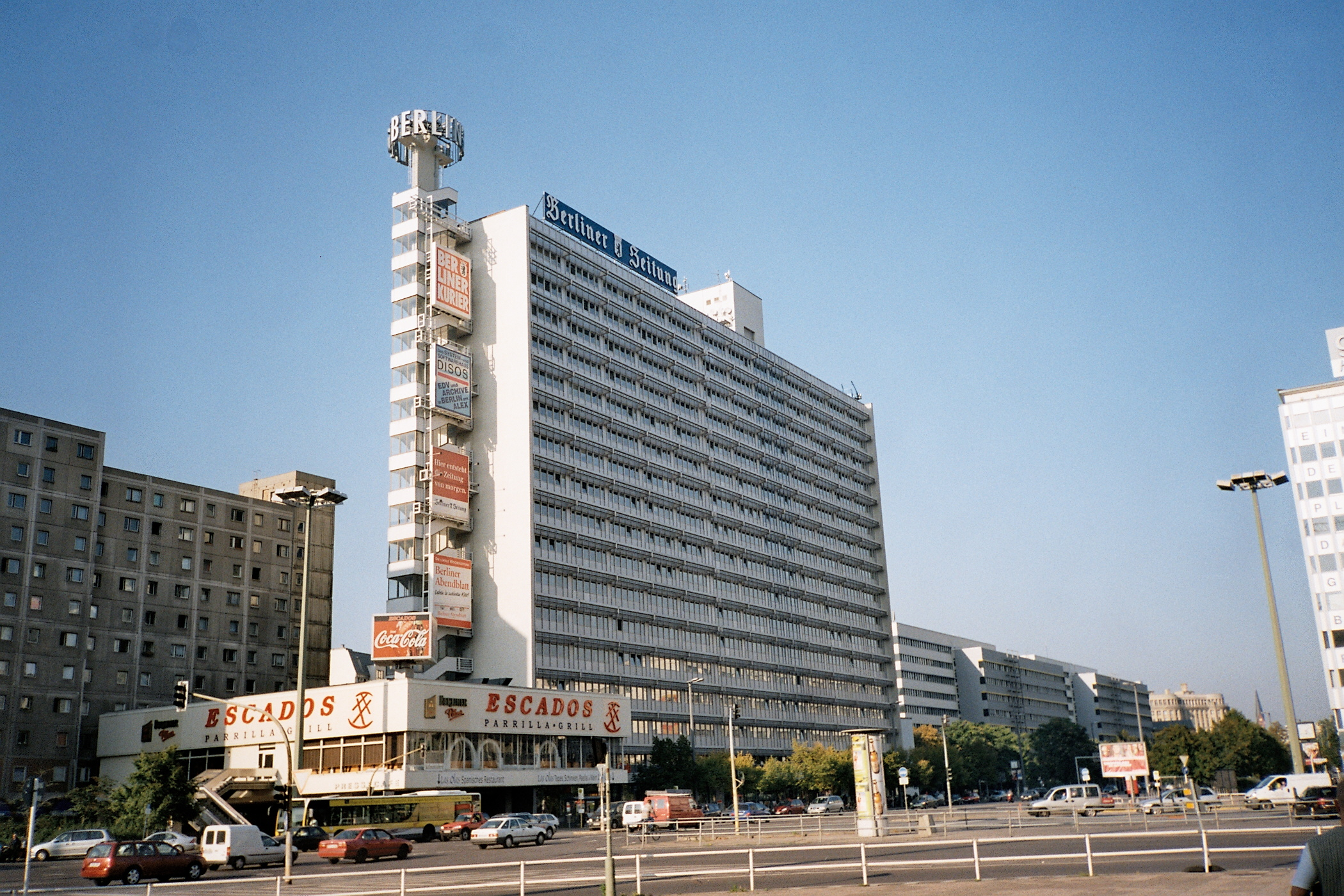
Haus des Berliner Verlages

Die Liebknechtbrücke wurde 1949/1950 anstelle der 1889 eröffneten und 1945 von deutschen Truppen gesprengten Kaiser-Wilhelm-Brücke gebaut.
An die Liebknechtbrücke schließt sich auf der Nordseite der Straße der zusammenhängende Gebäudekomplex des 2003 eröffneten CityQuartiers DomAquarée mit dem AquaDom und dem DDR-Museum auf der Spreeseite an. An dieser Stelle stand von 1979 bis in die 1990er Jahre das Palasthotel, eines der größten Interhotels der DDR.
Nach der Kreuzung mit der Spandauer Straße befindet sich auf der südlichen Straßenseite das nach der Errichtung des Fernsehturms gestaltete Freigelände, unter dem die Grundmauern der mittelalterlichen Wohnbebauung weitestgehend erhalten sind. Der vor der Kriegszerstörung auf der Südwestseite des Schlosses aufgestellte Neptunbrunnen erhielt hier einen neuen Standort.
Als einziges historisches Gebäude blieb hier die in ihren Grundmauern aus dem 13. Jahrhundert stammende St. Marienkirche erhalten. Davor steht seit 1989 wieder ein Denkmal für Martin Luther, das von Paul Otto entworfen, nach dessen Tod durch Robert Toberentz vollendet und 1895 enthüllt wurde.
Entlang der Nordseite der Straße befindet sich zwischen der Kreuzung mit der Spandauer Straße und der Einmündung der Rosa-Luxemburg-Straße eine lange Zeile mit 13-geschossigen Plattenbauten, die 1967–1973 errichtet wurden. Dieser Komplex war ein Vorzeigebau der DDR, der in enger Beziehung zum Fernsehturm-Ensemble gestaltet wurde und eine Mischung aus Wohnungen, Geschäften, Gaststätten, Dienstleistungseinrichtungen, Büros und Kultureinrichtungen beinhaltete. Hier befanden sich bis 1991 die Kulturzentren Polens (ab 1972) und Ungarns (Haus der Ungarischen Kultur, 1973 eingeweiht) in der DDR. In die Straßenfront wurde auch das im Jahr 1969 aus der früheren Zentralmarkthalle entstandene Berlin Carré integriert.
Es schließen sich die Überführung der Stadtbahn und auf der Südseite der Bahnhof Alexanderplatz an. Es folgen mit dem ehemaligen Centrum Warenhaus (heute: Galeria Kaufhof) und dem Hotel Park Inn (ehemals: Hotel Stadt Berlin) zwei im Jahr 1970 eröffnete und das Ost-Berliner Zentrum bestimmende Gebäude.
Der nordöstliche Teil der Karl-Liebknecht-Straße (hinter der Kreuzung Alexanderstraße/Memhardstraße) entstand erst Ende der 1960er Jahre und ist von Bürogebäuden in Plattenbauweise bestimmt. Dominierend in diesem Abschnitt sind das Haus des Berliner Verlages an der Ecke Memhardstraße und gegenüberstehend das ehemalige Haus der Elektrotechnik (HdE) mit dem Brauhaus, das durch Umgestaltung der Betriebskantine des HdE entstand.

## Geschichte

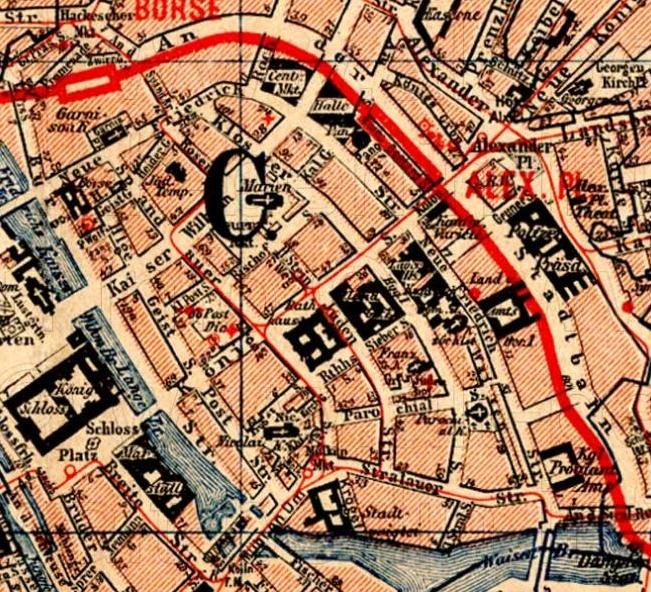
Alt-Berlin nach dem Bau der Stadtbahn auf einem Plan von 1893

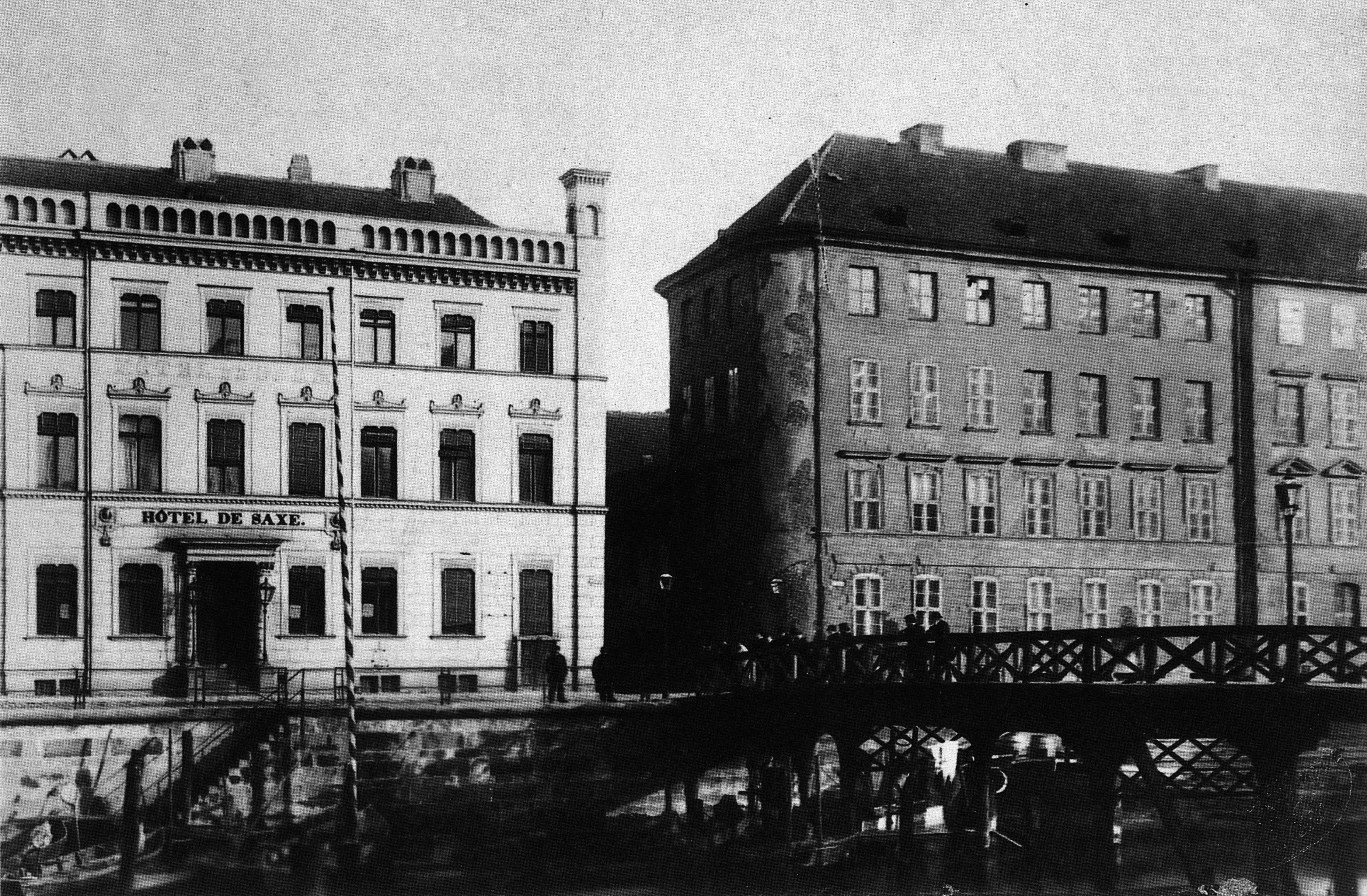
Verkehrssituation 1875 (Sechserbrücke)

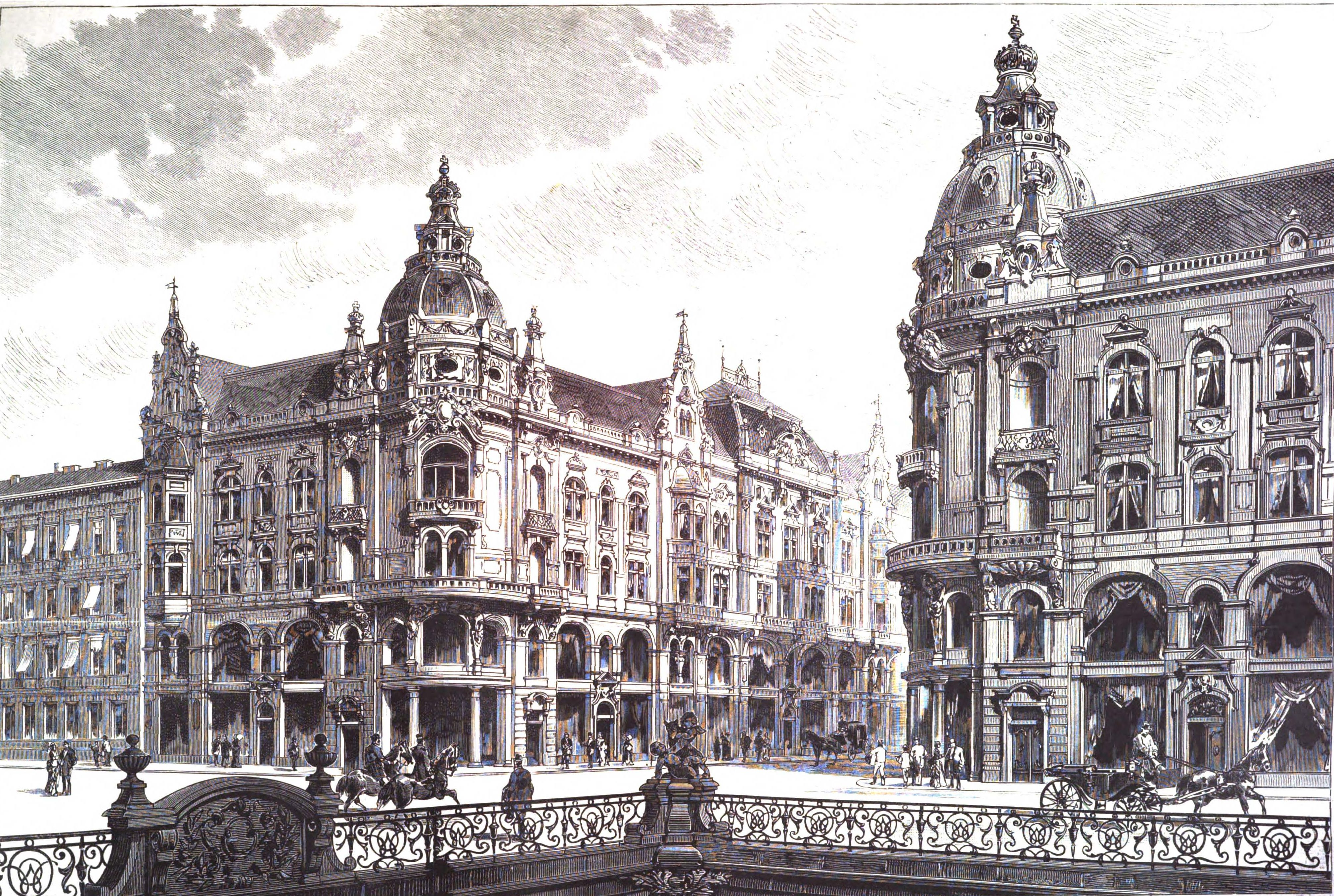
Preisgekrönter Entwurf der Kaiser-Wilhelm-Straße, 1885

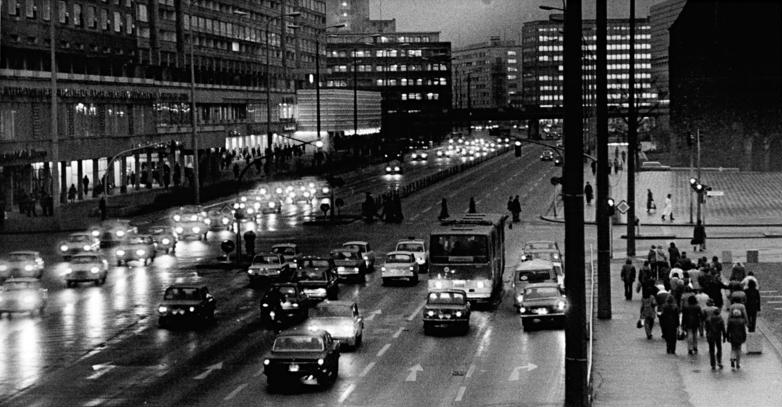
Blick in Richtung Alexanderplatz, 1975

Die Verkehrsführung zwischen der Straße Unter den Linden und dem Alexanderplatz unterschied sich bis in die 1880er Jahre grundlegend von der heutigen Situation. Der gesamte Verkehr aus Richtung Unter den Linden musste ab der Schloßbrücke über die Schloßfreiheit und den Schloßplatz auf die Achse der heutigen Rathausstraße schwenken, was den zunehmenden Anforderungen an den Straßenverkehr schon lange nicht mehr gerecht wurde. Im Auftrag der Stadt und im Zusammenhang mit dem Bau der Stadtbahn entwarf August Orth 1871 den Plan für einen neuen Straßenzug in Verlängerung der Straße Unter den Linden über den Lustgarten und die Spree hinweg den Berliner Stadtkern durchschneiden sollte. Um die Straße in ihrem heutigen Verlauf auszubauen, wurde ein Teil der alten, 1605 neu eingerichteten Schloßapotheke gegen eine Entschädigung von 500.000 Mark (kaufkraftbereinigt in heutiger Währung: rund 3,54 Millionen Euro) abgebrochen. Auch die Grundstücksbesitzer des Marienviertels entlang der Kleinen Burgstraße, der Brauhausstraße, der Papenstraße und am Durchbruch von der Klosterstraße über die Neue Friedrichstraße mussten entschädigt werden. Die alte, kleinteilige Bebauung, die laut damaliger Stadtplanung den Bedürfnissen einer modernen Großstadt nicht mehr entsprach, wurde niedergelegt und durch Prachtbauten (meist Geschäftshäuser) ersetzt. Für den ersten Straßenabschnitt zwischen Spree und Heiliggeist Straße wurde 1884 ein Architekturwettbewerb ausgeschrieben, den das junge Architekturbüro Cremer & Wolffenstein mit einem Entwurf in neobarocker Formensprache gewonnen hat. Die beiden Ecktürme bildeten von 1886 bis zu ihrer Zerstörung eine markante Torsituation am Übergang vom Lustgarten zur Berliner Altstadt.
Im Zuge der neuen Kaiser-Wilhelm-Straße entstand mit der Kaiser-Wilhelm-Brücke eine breite, verkehrstaugliche Brücke über die Spree. Bis dahin hatte es an dieser Stelle nur die sogenannte „Cavalier-Brücke“ gegeben, ein Holzsteg für Fußgänger, der im Berliner Volksmund wegen der erhobenen Benutzungsgebühr „Sechserbrücke“ genannt wurde.
Die Kaiser-Wilhelm-Straße wurde später (nördlich abknickend) mehrfach verlängert, sodass sie schließlich im Bereich des heutigen Rosa-Luxemburg-Platzes endete.
Im Ergebnis der Luftangriffe der Alliierten im Zweiten Weltkrieg galt etwa je ein Drittel der Gebäude als zerstört, als beschädigt, aber wiederaufbaubar, und als unbeschädigt. Nach Abräumung nahezu der gesamten Bebauung lagen entlang der Straße bis in die 1960er Jahre hinein vor allem Brachflächen.
In den 1960er Jahren beschlossen die Führung der SED und der Ministerrat der DDR, das Gebiet um den Alexanderplatz zum repräsentativen Zentrum der DDR-Hauptstadt umzubauen. Ein Architektenkollektiv der Bauakademie der DDR führte die Stadtplanung samt der neuen Wohnbebauung aus, die Bauarbeiten begannen Mitte der 1960er Jahre. Mit dem Abschluss der Arbeiten 1969 war das Gebiet nördlich des Bahnhofs Alexanderplatz komplett umgestaltet und eine Direktverbindung von der Straße Unter den Linden bis zur Prenzlauer Allee hergestellt. Am 3. September 1969 wurde die im nordöstlichen Abschnitt neu entstandene Trasse in die Straße einbezogen, während der bisherige nördliche Straßenabschnitt zu Ehren von Rosa Luxemburg in Rosa-Luxemburg-Straße umbenannt wurde.
Die Wohnungsbaugesellschaft Mitte (WBM) als Eigentümerin der Wohn- und Geschäftsbauten begann 2011 zwischen Spandauer Straße und Bahnviadukt mit Umgestaltungen dieser Häuserzeile. Die Arkadengänge vor den Geschäften wurden ausgebaut, wodurch die Schaufensterfront um rund drei Meter weiter zur Straße vorgezogen werden konnte. Die Betonfassade erhielt teilweise Verkleidungen mit Aluminiumplatten. Die Veränderungen führten auch zu einem Wechsel der Nutzer. Einige größere Anbieter wie WMF, Bambus Dreams oder Birkenstock blieben, an anderen Stellen gab es Neumieter. Anstelle des Berlin Carré entstand ein Einkaufszentrum mit Kaufland als Hauptmieter. 2018 wurde das Illuseum Berlin eröffnet.
Im Gebäude Karl-Liebknecht-Str. 31/33 hatte die Behörde des Bundesbeauftragten für die Stasi-Unterlagen ihren Sitz; seit ihrer Auflösung dient das Gebäude der für die Stasi-Unterlagen zuständigen Abteilung des Bundesarchivs.